# Phettbergs Nette Leit Show
Phettbergs Nette Leit Show war eine österreichische Talkshow mit Hermes Phettberg, die von 1995 bis 1996 in drei Staffeln mit insgesamt 18 Folgen (plus ein Pilot) im Rahmen der ORF-Sendereihe Kunst-Stücke ausgestrahlt wurde.

## Inhalt
Phettbergs Nette Leit Show wurde zunächst von der Wiener Off-Theatergruppe Sparverein Die Unz-Ertrennlichen um Kurt Palm als reine Bühnenshow konzipiert und ab 12. November 1994 im Gebäude des zur KPÖ gehörenden Globus-Verlags aufgeführt. Im Juni 1995 wurde die Aufführung vom 26. November 1994 als Pilotfolge im ORF gesendet. Insgesamt gab es 24 Show-Termine, von denen 19 im ORF ausgestrahlt wurden. Insbesondere die Auftritte des Opernkenners Marcel Prawy und der Tierschützerin Edith Klinger wurden berühmt. Der Titel Nette Leit Show ist ein Spoonerismus des Worts Late Night Show.
Talkmaster Hermes Phettberg begrüßte pro Folge drei entweder prominente Gäste oder einfach Gäste mit „interessanten“ Berufen wie den pensionierten Lebensmittelkontrolleur Alfred Psota oder Sepp Kerschbaumer, den letzten Fährmann Wiens. Wiederkehrende Elemente der Show waren der Auftritt des „Assistenten Robin“ (dargestellt von Oliver Hangl), der am Ende der Talkrunden stets ein Polaroid mit Phettberg und seinem Gast aufnahm, das „Dosenschießen zum Wochenausklang“ und natürlich die Frage an die Gäste „Eierlikör oder Frucade?“, die schon bald sprichwörtlich für die Sendung stand und zur Erhöhung des Bekanntheitsgrades und zur Absatzsteigerung des letztgenannten Produkts führte. Am Ende jeder Show las Phettberg einen Brief des Regisseurs Kurt Palm vor, der Lob oder Kritik enthielt und die Gäste der nächsten Folge ankündigte. Über ein zwischen Talkmaster und Gast auf einem Tisch stehendes Telefon konnte der Regisseur sich auch direkt an den Talkmaster wenden und ihm Anweisungen erteilen. Entsprechend der ursprünglichen Idee einer Bühnenshow saßen Phettberg und der jeweilige Gast auf der Bühne des Saales, die Möblierung und eine als Hintergrund verwendete Fototapete erinnerten dabei ironisch an ein spießig-geschmackloses Wohnzimmer der 1960er Jahre.
Komplettiert wurden die einzelnen „Abende“ genannten Shows durch den musikalischen Rahmen von Chrono Popp, Auftritten der Gebrüder Poulard (Andreas „Francois“ Sobik, Andreas „Jacques“ Karner) und durch kurze, vom „Sparverein“ produzierte Filme.

## Liste der Folgen und der Gäste
| Folge | ORF       | IMDB   | auf DVD   | auf VHS – Die Highlights 1994                                                           | Gäste und Thema |
| ----- | --------- | ------ | --------- | --------------------------------------------------------------------------------------- | --- |
| 1     | -         | -      | -         | Franz Muhri; Video: Bitte für Essen                                                     | Die Show vom 12. November 1994. (nie im Fernsehen ausgestrahlt) Thema: Das Gestaltete (?) Gäste: Franz Muhri / Reinhard Pitsch / Andreas Ceska (Schauspieler)                                   |
| 2     | -         | -      | -         | Leon Askin; Hans-Peter Falkner; Julius Müller                                           | Die Show vom 19. November 1994. (nie im Fernsehen ausgestrahlt) Thema: Bier, Extase und Heimat (?) Gäste: Leon Askin / Hans-Peter Falkner / Julius Müller (Schulungsleiter der Bestattung Wien) |
| 3     | 0 (Pilot) | s01e01 | ●         | Alfred Psota; Rotraud A. Perner; Armin Thurnher; Video: Herr Josef Fenz lernt schwimmen | Die Show vom 26. November 1994. Motto: Das Triviale. Gäste: Alfred Psota (Lebensmittelprüfer i. R.) / Rotraud A. Perner / Armin Thurnher                                                        |
| 4     | -         | -      | -         | Gerda Rogers; Video: Zu Besuch bei Elfriede Jelinek                                     | Die Show vom 3. Dezember 1994. (nie im Fernsehen ausgestrahlt) Motto: ? Gäste: Klaus Bachler / Robert Fischer (Leiter des Arbeitersängerbundes Hietzing) / Gerda Rogers                         |
| 5     | -         | -      | -         | August Paterno                                                                          | Die Show vom 10. Dezember 1994. (nie im Fernsehen ausgestrahlt) Motto: ? Gäste: Lotte Ingrisch / August Paterno / Oliver Baier                                                                  |
| 6     | -         | s01e02 | ● (Bonus) | Valie Export                                                                            | Die Show vom 17. Dezember 1994. (nie im Fernsehen ausgestrahlt) Motto: ? Gäste: Franz Morak / Valie Export / Josef Hader                                                                        |
| 7     | 1         | s02e01 | ●         |                                                                                         | Die Show vom 10. Juni 1995. Motto: Die Form an sich. Gäste: Didi Constantini / Hans Michael Maitzen (Astronom) / Wolfgang Staribacher                                                           |
| 8     | 2         | s02e02 | ●         |                                                                                         | Die Show vom 17. Juni 1995. Motto: Die Krücke als Zepter. Gäste: Carl Michael Belcredi / Marcel Prawy / Ernst Wolfram Marboe                                                                    |
| 9     | 3         | s02e03 | ●         |                                                                                         | Die Show vom 24. Juni 1995. Motto: Der Untergang des Abendlandes. Gäste: Günther Nenning / Wolfgang Kos / Stefan Weber                                                                          |
| 10    | 4         | s02e04 | ●         |                                                                                         | Die Show vom 1. Juli 1995. Motto: Innere Werte Gäste: Hans Bankl / Karl Ferdinand Kratzl / Hermann Nitsch                                                                                       |
| 11    | 5         | s02e05 | ●         |                                                                                         | Die Show vom 8. Juli 1995. Motto: Die Idee der Erstarrung Gäste: Stefanie Werger / Barbara Enzinger (Managerin, McDonald’s) / Johanna Dohnal                                                    |
| 12    | 6         | s02e06 | ●         |                                                                                         | Die Show vom 15. Juli 1995. Motto: Freude Gäste: Edith Klinger / Lore Krainer / Isabella S. (TATblatt)                                                                                          |
| 13    | 7         | s03e01 | ●         |                                                                                         | Die Show vom 11. November 1995. Motto: Geruch Gäste: Manfred Deix / Chris Lohner / Hugo Kirnbauer                                                                                               |
| 14    | 8         | s03e02 | ●         |                                                                                         | Die Show vom 18. November 1995. Motto: Behaglichkeit Gäste: Paul Chaim Eisenberg / Peter Campa / Helmut F. Kaplan                                                                               |
| 15    | 9         | s03e03 | ●         |                                                                                         | Die Show vom 25. November 1995. Motto: Die Macht und wie sie so ist Gäste: Werner Resel / Manfred Glössl (Zahnarzt) / Rolf Schwendter                                                           |
| 16    | 10        | s03e04 | ●         |                                                                                         | Die Show vom 2. Dezember 1995. Motto: Die Idee der Abweichung Gäste: Peter Weibel / Elizabeth T. Spira / Johannes Langer (LGBT-Aktivist)                                                        |
| 17    | 11        | s03e05 | ●         |                                                                                         | Die Show vom 9. Dezember 1995. Motto: Der Impuls zur Ordnung Gäste: Horst Ingruber (AKH-Verwaltungsdirektor) / Ulrike Schelander (Greenpeace Österreich) / Friedrich Achleitner                 |
| 18    | 12        | s03e06 | ●         |                                                                                         | Die Show vom 16. Dezember 1995. Motto: Die Katastrophe Gäste: Franz Antel / Hilde Sochor / Josef Pointner                                                                                       |
| 19    | 13        | s04e01 | ●         |                                                                                         | Die Show vom 2. März 1996. Motto: Die Idee der Linie Gäste: Peter Kern / Sissy Löwinger / Sigi Maron                                                                                            |
| 20    | 14        | s04e02 | ●         |                                                                                         | Die Show vom 9. März 1996. Motto: Die Veruneigentlichung Gäste: Gerti Senger / Ferry Fischer (Mentaltrainer) / Elisabeth Kny (Volksschullehrerin)                                               |
| 21    | 15        | s04e03 | ●         |                                                                                         | Die Show vom 16. März 1996. Motto: Die Grenzen des Unmöglichen Gäste: Helmut Pechlaner / Franz Karl (ÖVP-Bezirkspolitiker) / Horst Gabriel (Geschäftsführer von Frucade)                        |
| 22    | 16        | s04e04 | ●         |                                                                                         | Die Show vom 23. März 1996. Motto: Die Beschleunigung Gäste: Diane Shooman (Literaturwissenschaftlerin) / Sepp Kerschbaumer ("letzter Fährmann Wiens") / Hilde Hawlicek                         |
| 23    | 17        | s04e05 | ●         |                                                                                         | Die Show vom 30. März 1996. Motto: Das Geheimnis Gäste: Tobias Moretti / Brigitte Gaal (Linienpilotin) / Erwin Heberle-Bors                                                                     |
| 24    | 18        | s04e06 | ●         |                                                                                         | Die Show vom 6. April 1996. Motto: Ein rein poetischer Abend Gäste: Reinhard Gerer / Bernd Saletu (Schlafforscher) / Kurt Palm                                                                  |